# José de Ugarte
José Luis de Ugarte, né le 6 novembre 1928 à Getxo dans le pays basque et mort le 27 juillet 2008, est un navigateur et skipper professionnel espagnol.
Expert de la course au large en solitaire, il est un habitué de ces compétitions de 1979 à 2008. Il est le premier Espagnol à participer au BOC Challenge, la plus importante régate internationale pour les navigateurs solitaires. En 1993 il se classe septième du Vendée Globe devenant le premier espagnol à terminer ce tour du monde. En 1996, le roi Juan Carlos Ier lui décerne la médaille de l'ordre royal du mérite sportif (Real Orden del Mérito Deportivo (es)) pour son tour du monde,.

## Biographie
Né dans le village de pêcheurs de Getxo, il effectue son service militaire sur la frégate Martín Alonso Pinzón. Il fait des études nautiques et navigue dans la marine marchande espagnole et anglaise. Il se retrouve à Liverpool, où il se marie et créé une entreprise de fournitures pour navires.
Il achète un vieux bateau de pêche à voile endommagé, l'Orion, qu'il emmène jusqu'à Bilbao, effectuant ainsi son premier voyage en solo et découvrant son amour pour la voile en solitaire.
Pour sa première compétition, à la régate Falmouth-Açores-Falmouth, connue sous le nom d'AZAB (Azores and Back Race) en 1979, il termine à la deuxième place en gagnant la seconde étape, accédant ainsi l'année suivante à la Transat anglaise  sur Northwind. Alors qu'il était en première position en monocoque, il doit faire un détour vers les Açores pour réparer son bateau. Il repart et finalement termine après avoir parcouru mille milles de plus que les trois mille initialement prévus à la 31e place en monocoque et 52e au général. En 1984, il revient à cette régate sur Orion et termine septième et 25e au général.
En 1988, à 60 ans, il s'engage dans une troisième Transat anglaise (Carlsberg Single-Hand Trans-Atlantic Race) où il obtient une troisième place en monocoque sur Castrol Solo.
Pour le BOC Challenge 1990-91, il reprend l'ancien Écureuil d'Aquitaine de Titouan Lamazou (vainqueur du Vendée Globe 1989) et de Loïck Peyron (second du Vendée Globe 1992) et termine à la neuvième place.
En 1992 il change encore de bateau pour prendre l'ancien Generali Concorde d'Alain Gautier qu'il renomme Euzkadi Europa 93. Il participe à sa quatrième Transat anglaise qu'il termine à la 9e place en monocoque et 19e au général sur 76 concurrents au départ. Il prend le départ du Vendée Globe qu'il termine à la 6e place en 134 j 05 h 04 min

## Palmarès
- 1979
  - 2e de la  Falmouth-Açores-Falmouth

- 1980
  - 31e de la Transat anglaise en monocoque sur Northwind

- 1984
  - 7e de la Transat anglaise en monocoque sur Orion

- 1987
  - Vainqueur de la Falmouth-Açores-Falmouth

- 1988
  - 3e de la Transat anglaise en monocoque sur Castrol Solo[6]

- 1990
  - 9e du BOC Challenge en monocoque sur BBV Expo 92

- 1992
  - 9e de la Transat anglaise en monocoque sur Euzkadi Europa 93
  - 6e du Vendée Globe sur Euzkadi Europa 93

## Distinction
- 1996 : Médaille de l'ordre royal du mérite sportif (Real Orden del Mérito Deportivo (es)) pour son tour du monde[1]